# Ocotea raimondii
Ocotea raimondii là một loài thực vật thuộc họ Lauraceae. Đây là loài đặc hữu của Peru.